# قص (بستنة)
في البستنة، يكون القص مشابه لعملية التقليم، وهو عملية إزالة الأمراض، الأجزاء الناضجة جداً أو غير المرغوب فيها من النبات.
ويتضمن القص عادةً إزالة أقل بكثير من التقليم، ويكون إستخدامها للنباتات العشبية (الخضراء بالكامل) أكثر مما للنباتات الخشبية.